# Copa russa de futbol
La Copa Russa de futbol (rus: Кубок России) és la segona competició futbolística de Rússia. Es disputa anualment els clubs professionals del país, és a dir, els de la Premier League, First Division i Second Division russes.

## Historial
La copa russa es disputa des de l'any 1992, després de la desaparició de la copa soviètica de futbol.
| Any     | Campió                    | Resultat           | Finalista             | Seu                             |
| ------- | ------------------------- | ------------------ | --------------------- | ------------------------------- |
| 1992-93 | Torpedo Moscou (1)        | 1-1 (prò.) (5-3 p) | CSKA Moscou           | Moscou (Lujniki)                |
| 1993-94 | Spartak Moscou (1)        | 2-2 (prò.) (4-2 p) | CSKA Moscou           | Moscou (Lujniki)                |
| 1994-95 | Dynamo Moscou (1)         | 0-0 (prò.) (8-7 p) | Rotor Volgograd       | Moscou (Lujniki)                |
| 1995-96 | Lokomotiv Moscou (1)      | 3-2                | Spartak Moscou        | Moscou (Dynamo)                 |
| 1996-97 | Lokomotiv Moscou (2)      | 2-0                | Dynamo Moscou         | Moscou (Torpedo)                |
| 1997-98 | Spartak Moscou (2)        | 1-0                | Lokomotiv Moscou      | Moscou (Lujniki)                |
| 1998-99 | Zenit Sant Petersburg (1) | 3-1                | Dynamo Moscou         | Moscou (Lujniki)                |
| 1999-00 | Lokomotiv Moscou (3)      | 3-2 (prò.)         | CSKA Moscou           | Moscou (Dynamo)                 |
| 2000-01 | Lokomotiv Moscou (4)      | 1-1 (prò.) (4-3 p) | Anzhi Makhachkala     | Moscou (Dynamo)                 |
| 2001-02 | CSKA Moscou (1)           | 2-0                | Zenit Sant Petersburg | Moscou (Lujniki)                |
| 2002-03 | Spartak Moscou (3)        | 1-0                | Rostov                | Moscou (Lokomotiv)              |
| 2003-04 | Terek Grozny (1)          | 1-0                | Krylya Sovetov Samara | Moscou (Lokomotiv)              |
| 2004-05 | CSKA Moscou (2)           | 1-0                | Khimki                | Moscou (Lokomotiv)              |
| 2005-06 | CSKA Moscou (3)           | 3-0                | Spartak Moscou        | Moscou (Lujniki)                |
| 2006-07 | Lokomotiv Moscou (5)      | 1-0 (prò.)         | FC Moscou             | Moscou (Lujniki)                |
| 2007-08 | CSKA Moscou (4)           | 2-2 (prò.) (4-1 p) | Amkar Perm            | Moscou (Lokomotiv)              |
| 2008-09 | CSKA Moscou (5)           | 1-0                | Rubin Kazan           | Khimki (Arena Khimki)           |
| 2009-10 | Zenit Sant Petersburg (2) | 1-0                | Sibir Novosibirsk     | Rostov del Don (Olimp - 2)      |
| 2010-11 | CSKA Moscou (6)           | 2-1                | Alania Vladikavkaz    | Iaroslavl (Shinnik)             |
| 2011-12 | Rubin Kazan (1)           | 1-0                | Dynamo Moscou         | Iekaterinburg (Tsentralnyi)     |
| 2012-13 | CSKA Moscou (7)           | 1-1 (prò.) (4-3 p) | Anzhi Makhachkala     | Grozni (Terek)                  |
| 2013-14 | FC Rostov (1)             | 0-0 (prò.) (6-5 p) | FC Krasnodar          | Kaspiïsk (Anzhi-Arena)          |
| 2014-15 | Lokomotiv Moscou (6)      | 3-1 (prò.)         | Kuban Krasnodar       | Astracan (Estadi Central)       |
| 2015-16 | Zenit Sant Petersburg (3) | 4-1                | CSKA Moscou           | Kazan (Kazan Arena)             |
| 2016-17 | Lokomotiv Moscou (7)      | 2-0                | Ural Yekaterinburg    | Sotxi (Estadi Olímpic de Sotxi) |
| 2017-18 | FC Tosno (1)              | 2-1                | Avangard Kursk        | Volgograd (Volgograd Arena)     |
| 2018-19 | Lokomotiv Moscou (8)      | 1-0                | Ural Yekaterinburg    | Samara (Cosmos Arena)           |
| 2019–20 | Zenit Sant Petersburg (4) | 1–0                | FC Khimki             | Iekaterinburg (Tsentralnyi)     |
| 2020–21 | Lokomotiv Moscou (9)      | 3–1                | Krília Sovétov        | Nizhny Novgorod (Est. N. Nóv.)  |
| 2021–22 | Spartak Moscou (4)        | 2–1                | Dynamo Moscou         | Moscou (Lujniki)                |
| 2022–23 | CSKA Moscou (8)           | 1–1 (prò.) (6-5 p) | FC Krasnodar          | Moscou (Lujniki)                |
| 2023–24 | Zenit Sant Petersburg (5) | 2–1                | Baltika Kaliningrad   | Moscou (Lujniki)                |

## Palmarès
| Club                  | Títols | Anys                                                 |
| --------------------- | ------ | ---------------------------------------------------- |
| FC Lokomotiv Moscou   | 9      | 1996, 1997, 2000, 2001, 2007, 2015, 2017, 2019, 2021 |
| CSKA Moscou           | 8      | 2002, 2005, 2006, 2008, 2009, 2011, 2013, 2023       |
| Zenit Sant Petersburg | 5      | 1999, 2010, 2016, 2020, 2024                         |
| Spartak Moscou        | 4      | 1994, 1998, 2003, 2022                               |
| Terek Grozny          | 1      | 2004                                                 |
| Dynamo Moscou         | 1      | 1995                                                 |
| Torpedo Moscou        | 1      | 1993                                                 |
| Rubin Kazan           | 1      | 2012                                                 |
| FC Rostov             | 1      | 2014                                                 |
| FC Tosno              | 1      | 2018                                                 |